# 1581 en littérature
| Années de la littérature : 1578 - 1579 - 1580 - 1581 - 1582 - 1583 - 1584    |
| Décennies de la littérature : 1550 - 1560 - 1570 - 1580 - 1590 - 1600 - 1610 |

Cet article présente les faits marquants de l'année 1581 en littérature.

## Événements
- 19 avril : Michel de Montaigne et ses compagnons de voyage, son frère Bertrand de Mattecoulon, Charles d'Estissac, Monsieur Cazalis et Monsieur du Hautoy, quittent Rome où ils sont depuis novembre 1580 pour le nord de l'Italie[1],[2].
- 15 mai : l'humaniste portugais Achille Stazio fait don de sa collection de livres à la Congrégation de l'Oratoire de Philippe Néri, fond à l'origine de la bibliothèque Vallicelliane[3].
- 20 juillet : probable représentation à Saint-Maxent de La Troade, tragédie de Robert Garnier[4].
- 7 septembre : Michel de Montaigne, qui se trouve à Rome, apprend que les jurats de Bordeaux l'ont élu maire de leur ville le 1er août[5]. Il prépare son retour à Bordeaux par le plus court chemin pour prendre ses fonctions (fin en 1585).

## Parutions
- 24 juin : parution à Ferrare chez Vittorio Baldini de la  première édition autorisée par l'auteur de La Jérusalem délivrée, épopée sur la première croisade du Tasse[6].
- 16 septembre : Lucas Breyer obtient à Paris un privilège du roi pour la publication des Premières Œuvres poetiques de MaDamoiselle Marie de Romieu Vivaroise[7].

- La Vérité de la religion chrétienne entre les athées, les épicuriens, les païens, les juifs, les mahométistes et autres infidèles, essais de Philippe Duplessis-Mornay[8].
- Première édition du premier volume des Disputationes de Controversiis, ouvrage de Robert Bellarmin ; trois volumes sont publiés à Ingolstadt de 1581 à 1583[9].
- La Semaine ou Création du monde, poème de Guillaume du Bartas (1544-1590, écrivain et poète) est publié chez Jacques Chouet à Genève (15ème édition)[10].

## Naissances
- 16 mars : Pieter Corneliszoon Hooft, poète, historien et dramaturge néerlandais († 1647).
- 15 août : Jeremias Drexel S.J. (Jérémie Drexel, ou Drechsel, ou Drexelius), jésuite et écrivain allemand († 1638).
- 2 octobre : Juan Ruiz de Alarcón y Mendoza, dramaturge espagnol († 4 août 1639).

## Décès
- 20 juillet : Odet de Turnèbe, dramaturge français (né en 1552).